# Gakuto Kawamura
 (juillet 2023).
Gakuto Kawamura (川村 楽人, Kawamura Gakuto), né le 6 avril 2006, est un footballeur japonais qui évolue au poste d'ailier au Tokyo Verdy.

## Biographie

### Carrière en club
Gakuto Kawamura est formé au Tokyo Verdy, où il s'illustre en équipes de jeunes,,.

### Carrière en sélection
En juin 2023, Gakuto Kawamura est sélectionné pour le Championnat d'Asie avec les moins de 17 ans japonais,.
Commençant la compétition comme remplaçant, il s'illustre pour sa première titularisation contre l'Inde en match de poule,. Il entre ensuite en jeu lors du match qui qualifie son équipie pour la coupe du mondu Junior en éliminant l'Australie de Nestory Irankunda. Le Japon atteint ensuite la finale de la compétition après sa victoire face à l'Iran, avec Kawamura titulaire,, remportant alors le tournoi en battant la Corée du Sud 3-0,,.

## Style de jeu
Joueur offensif, rapide et dribleur, il est notamment comparé à l'international japonais Kaoru Mitoma,,.

## Palmarès
| Japon -17 ans - Championnat d'Asie (1) - Vainqueur en 2023 (en) |